# Шевченко Олег Сергійович
Оле́г Сергі́йович Шевче́нко (22 вересня 1988 — 23 грудня 2017) — солдат Збройних сил України, учасник російсько-української війни.

## Життєпис
Народився 1988 року в місті Лозова (Харківська область); працював на Лозівському КМЗ.
З 2015 року проходив військову службу за контрактом, 30 червня 2017-го підписав контракт у 54-й бригаді; солдат, водій 3-го відділення 1-го взводу 3-ї мотопіхотної роти 25-го батальйону «Київська Русь».
23 грудня 2017 року загинув в обідню пору від кулі снайпера на ВОП поблизу смт Луганське.
27 грудня 2017-го похований на Центральному кладовищі міста Лозова.
Без Олега лишились мама Лариса Анатоліївна і брат.

## Нагороди та вшанування
- Указом Президента України № 98/2018 від 6 квітня 2018 року «за особисту мужність і самовіддані дії, виявлені у захисті державного суверенітету та територіальної цілісності України, зразкового виконання військового обов'язку» — нагороджений орденом «За мужність» III ступеня[1].
- Вшановується в меморіальному комплексі «Зала пам'яті», в щоденному ранковому церемоніалі 23 грудня[2][3].